# Terminal Rodoviário João Goulart
Terminal Rodoviário João Goulart é o terminal municipal de ônibus urbanos municipais e intermunicipais localizado no Centro do município de Niterói, Rio de Janeiro, localizado na Avenida Visconde Rio Branco, s/nº, em uma área ao lado da Praça Arariboia, às margens da Baía de Guanabara. O início das obras foi em 1992 e inaugurado em 1995, seu nome homenageia o ex-presidente da República João Goulart. 
É dividido em 13 plataformas, conta com 102 linhas de ônibus municipais e intermunicipais e uma circulação de cerca de 450 mil pessoas por dia e tem apenas 15.454 metros quadrados. A NITER (Niterói Terminais Rodoviários) é a autarquia municipal responsável pela administração do terminal, embora sua operação fique atualmente a carga de uma concessionária privada, a TERONI.

## Localização e importância
O Terminal abriga linhas com rotas dentro do município de Niterói e rotas com destinos intermunicipais e interestaduais. 
Em seu entorno encontram-se o Teatro Popular de Niterói, a Fundação Oscar Niemeyer e o Centro de Memória Roberto Silveira, que integram o Caminho Niemeyer - um conjunto de equipamentos culturais de grande valor arquitetônico projetadas por Oscar Niemeyer, que hoje se estende por 3,5km no litoral da cidade, culminando no Museu de Arte Contemporânea de Niterói.

## Histórico

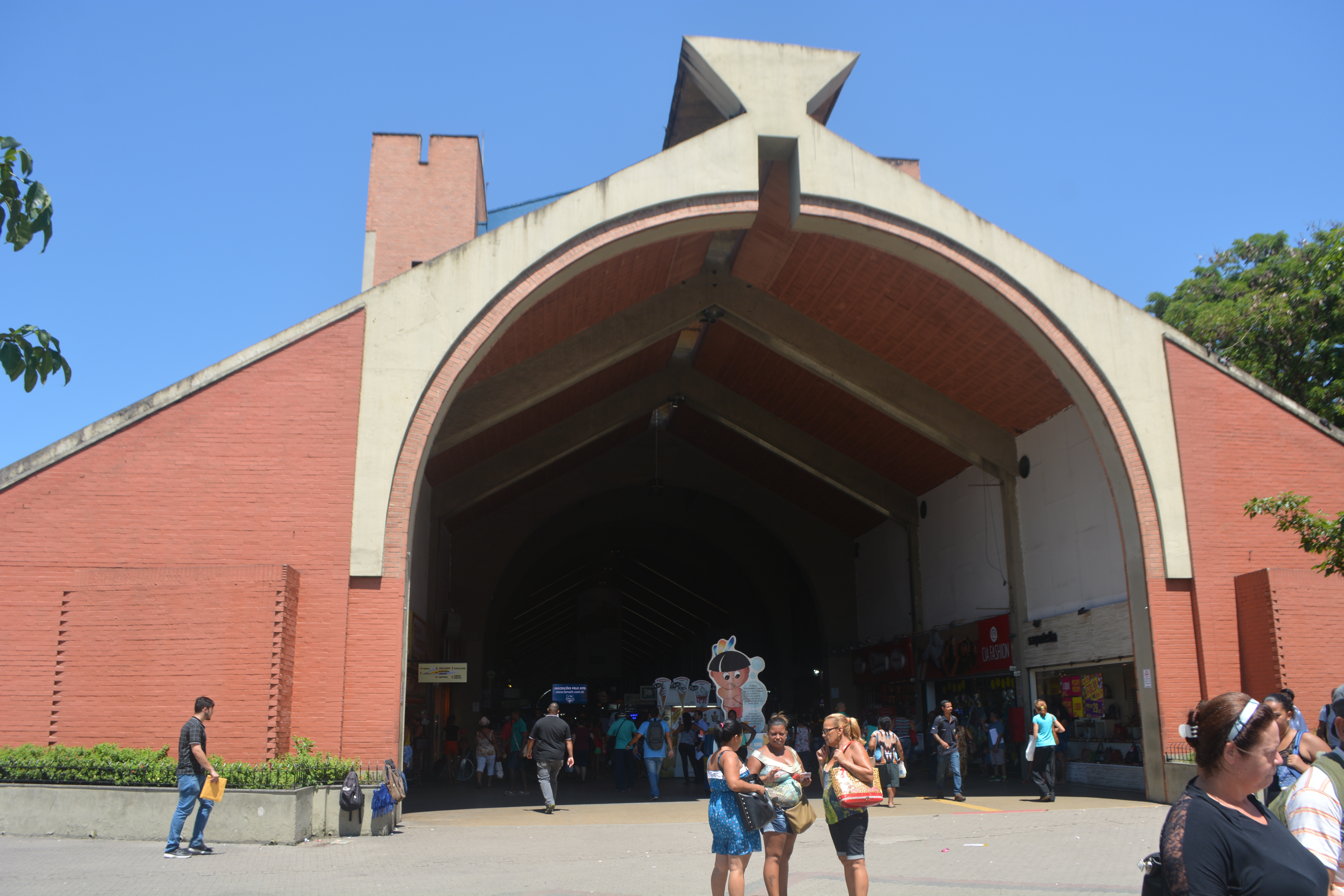
A vista da entrada principal do prédio.

Antes da inauguração as várias linhas de ônibus ficavam espalhadas pelas vias do Centro, principalmente na própria Avenida Visconde de Rio Branco, grande parte em um terminal bem mais modesto, formado por calçadões que tinham coberturas circulares, os Terminais Urbanos Juscelino Kubitschek de Oliveira e Agenor Barcelos Feio (respectivamente chamados de Terminal Norte e Terminal Sul), implantado prefeito Moreira Franco (1977-1982) suprimindo e implantando novas vias e configurando assim, modificação no projeto de arruamento do Aterro da Praia Grande, área de aterrada na parcela litoral de Niterói dentro da Baía de Guanabara. 
Na prefeitura do de João Sampaio, do PDT (1993-1996) deu continuidade ao projeto denominado Plano Urbanístico do Aterro Norte, em função do qual a prefeitura promoveu um reparcelamento da área do aterro, que permitiu a construção do Terminal Rodoviário Urbano de Niterói (Terminal Rodoviário João Goulart) e a duplicação da principal avenida do Centro, a Avenida Visconde do Rio Branco.

## Tentativa de Tombamento
No ano de 2006, o então vereador Felipe Peixoto, também do PDT, propõe o Projeto de Lei nº109/06, solicitando o tombamento do imóvel devido a seu conforto, segurança e importância cultural: 
"(...) O projeto acima tem a finalidade em preservar o patrimônio arquitetônico e cultural da cidade de Niterói. (...) O novo terminal deu mais segurança e conforto aos usuários e trabalhadores rodoviários. Em média, passam diariamente por este local 350 mil pessoas. Ressalta-se que o interesse pela preservação do Patrimônio Cultural de Niterói já possui a Lei 827/90 e 1157/92, onde o Terminal Rodoviário João Goulart possui uma grande relevância na preservação do patrimônio da cidade. "

## Saturação e Novo terminal

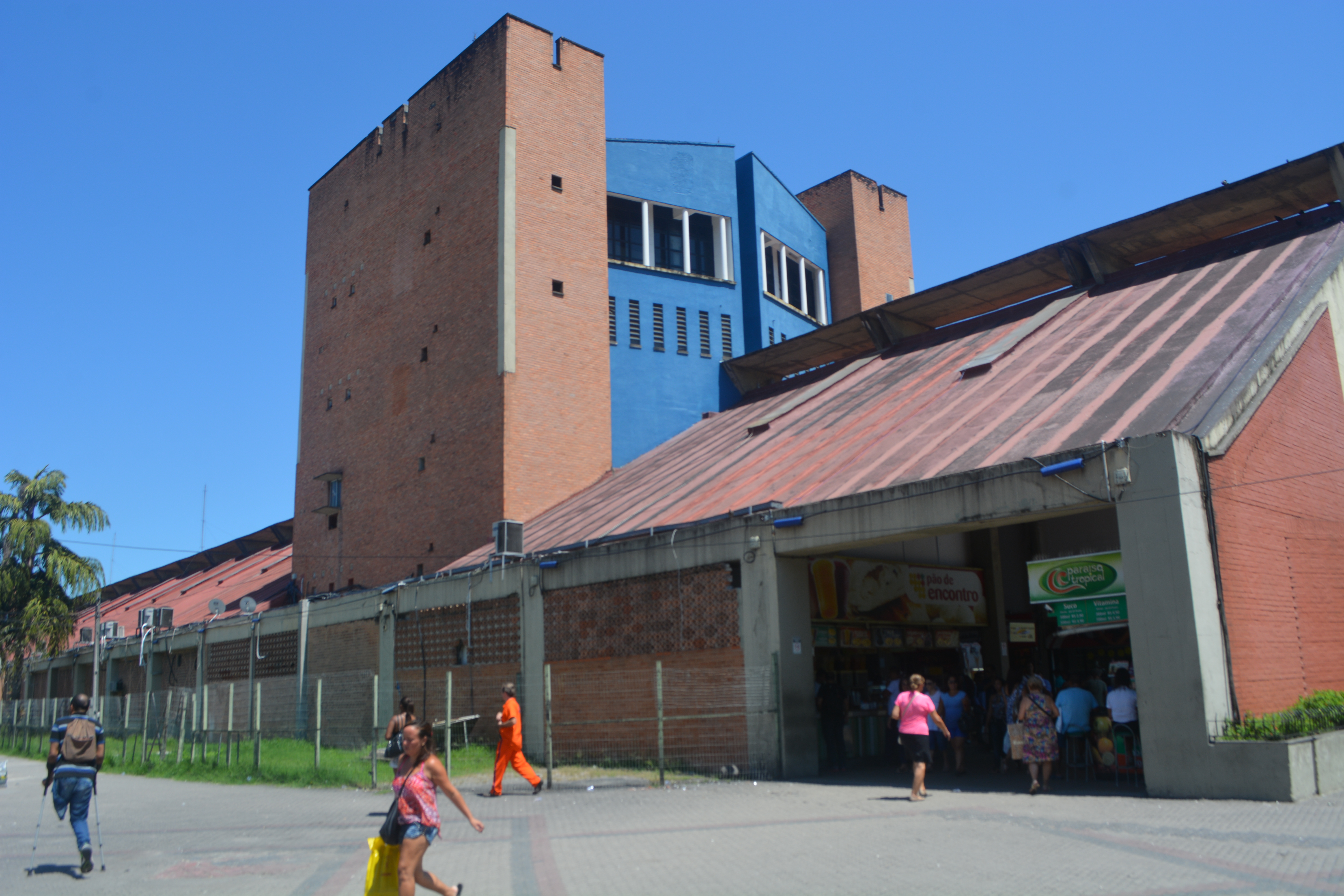
Grande edifício à beira mar, cujo telhado vermelho e torres podem ser visto a longa distância.

Em 2011, o prefeito Jorge Roberto Silveira, também do PDT, propõe a demolição do Terminal, justamente sob a alegação de que o mesmo não possui mais conforto, segurança e que não se harmoniza com o Caminho Niemeyer que o próprio mandou construir.
A justificativa principal para a demolição é o esgotamento da capacidade. Passageiros enfrentam longas filas de espera para embarque, no fim do dia, e veículos encontram trânsito confuso dentro e fora do local, o que tem ocasionado longas filas de espera para embarque, no fim do dia, e um trânsito confuso dentro e fora do terminal. 
Um dos projetos há muito tempo em elaboração na prefeitura de Niterói é a construção de um novo terminal rodoviário para compor o Caminho Niemeyer e a consequente demolição do Terminal João Goulart. Além do esgotamento do atual espaço, há o argumento da incompatibilidade arquitetônica entre o prédio e as obras de Niemeyer. O projeto teria orçamento previsto em R$ 80 milhões e seria completamente custeado pela empresa interessada na operação do empreendimento. O novo prédio com projeto de Oscar Niemeyer seria construído próximo e integrado à nova estação hidroviária que está sendo projetada para substituir a atual Estação Arariboia das Barcas e a estação da Linha 3 do Metrô a ser construída.

## Serviços Públicos Oferecidos
Além das lojas de roupas, de doces, lanchonetes e drogarias, dentro do Terminal funcionam também alguns setores de atendimento ao público:
- Superintendência de Terminais e Estacionamentos de Niterói (SUTEN): articulado à Secretaria de Conservação e Serviços Públicos (SECONSER), o SUTEN é um setor responsável por fiscalizar terminais e estacionamentos espalhados pela cidade.[6]
- Sindicato das Empresas de Transportes Rodoviários do Estado do Rio de Janeiro (SETRERJ): órgão responsável pela confecção de cartões gratuidades para idosos, estudantes da rede pública de ensino e pessoas com necessidades especiais, além do cadastro biométrico dos usuários desse serviço.[7]
- RIO CARD: Loja destinada para Venda e Atendimento dos cartões Rio Card Expresso, Rio Card Vale Transporte, Bilhete Único Intermunicipal, Bilhete Único Carioca e Bilhete Único Niterói.[8]
- Loteria Canto da Sorte
- Telecentro Terminal João Goulart: espaço destinado ao público onde é possível acessar à internet gratuitamente a partir de um cadastro. Além disso, é oferecido cursos de Informática Básica, LibreOffice e Oficinas de edição de imagem, Android e Academia de Jogos. Todos os computadores do espaço possuem o Sistema Operacional Linux (versão Ubuntu).[9]